# Villers-Vicomte
Villers-Vicomte is een gemeente in het Franse departement Oise (regio Hauts-de-France) en telt 142 inwoners (1999). De plaats maakt deel uit van het arrondissement Clermont.

## Geografie
De oppervlakte van Villers-Vicomte bedraagt 5,3 km², de bevolkingsdichtheid is 26,8 inwoners per km².
De onderstaande kaart toont de ligging van Villers-Vicomte met de belangrijkste infrastructuur en aangrenzende gemeenten.

## Demografie
Onderstaande figuur toont het verloop van het inwonertal (bron: INSEE-tellingen).